# Santa Catarina (Lembá)
Santa Catarina ist ein kleines Dorf im Westen der Insel São Tomé im Lembá-Distrikt in São Tomé und Príncipe. Das Dorf befindet sich etwa 30 Kilometer westlich der Hauptstadt São Tomé an der westlichen Inselküste. Nach offiziellen Schätzungen hatte Santa Catarina 2005 etwa 1.000 Einwohner, wobei ein Großteil der Bevölkerung in ländlichen Gebieten lebt. In Santa Catarina gibt es eine kleine Schule und eine Kirche. Das Dorf liegt am Ende der Straße, die São João dos Angolares und Neves verbindet. Auf der Dorfstraße gibt es freilaufende Schweine, Ziegen und Hühner. Man sieht Menschen aller Altersklassen. Der Ort liegt direkt am Meer, sodass die Bewohner viel fangfrischen Fisch essen.
Santa Catarina wurde nach einem kleinen Fluss benannt, der in der Nähe entlang des Dorfes fließt. 